# 戦国TURB
戦国TURB（せんごくたーぶ）はqnep（クネップ）が開発したドリームキャスト用ゲームソフト。発売元はNECホームエレクトロニクス。ジャンルはアクションRPG。メインスタッフが所属していた同人ソフト制作集団Bio_100%独特の感性によるシュールかつコミカルな世界観でカルトな人気を博した。キャッチコピーは 「愛も勇気も好きにすれば」。キャラクターデザインはたまごっちの企画・開発をした黒柳陽子が担当した。PC-9801版についても本稿で述べる→#PC版。

## あらすじ
謎の力を持ってしまったために育った町を追われ、宇宙の放浪者となった主人公じのちゃん。ある時、謎の男ドッパとその軍隊に襲われているねこぱけっと星に辿り付く。じのちゃんは「なんとなく」ねこぱけっと星に住んでいるねこぱけっと達の味方をし、ねこぱけっと達が持つ武器でドッパの軍隊を撃退していく。とうとうドッパを追い詰めるが、外れたビームが星の心臓部を破壊してしまい、ねこぱけっと星は爆発してしまう。ドッパはワープで逃げ、じのちゃんもそこらへんにあった宇宙船で脱出するが、爆発の衝撃である星に激突してしまう。そこでじのちゃんはそのらいおん惑星でねことひつじの戦に巻き込まれることになる…。

## 登場人物
- じの（じのちゃん）…主人公。宇宙を放浪しながら自覚なしに人に酷いことをしたり、助けたりする。左目が赤色、右目が青色。ウラシマ効果で少女のような外見をしているが「地球年齢で30歳くらい」。
- ひつじはかせ…宇宙考古学者。羊ではない。腹話術で本心をしゃべってしまう。プロデューサー・増谷の分身。
- なのれーはかせ…博士ではない。夢で暮らす表現者。メインデザインを手がけた黒柳の分身。
- ドッパ…悪者ではないらしい。
- ねこぱけっと…すごく頭が良いためドッパに星を侵略された。
- らいおん惑星4大どうぶつ
  - ねこ
    - ねこしょうぐん…王様
    - ジェルソミーナ…王様の長男
    - ソノラフェイス…王様の次男
    - ブロワ…王様の長女
    - モリーナ…ねこ国のねこ看護婦にしてねこ預言者

  - ひつじ（らいおん惑星のひつじはメロンの仲間で木になる）
    - ニーチェひめ…ひつじ国の姫
    - パトラ…姫の従者
    - デリダ…姫の従者
    - アリスB…ボス。ダンスマニア（地球のダンスマニアとは意味合いが違う）。
    - ガートルード…宙に浮く剣を操るボス

  - くま
  - うさぎ

## アイテム
- くまねこコンバーター…くまやうさぎをねこ兵に変換する。失敗すると「できそこない」になる。
- 武器…剣・光線銃などから、でんでん太鼓・ソフトクリーム(うに味）まで16種類に分類されそれぞれに強いものから弱いものまでいろいろある。耐久度が尽きると消滅する。
- 防具…旗（頭のてっぺんに立てる）・バッジ（胸につける）・盾（背中につける）の3種
- たいにゃん…妖精。捕まえて「食べる」と色によって様々な効果がある。使わないで放っておくと腐る。

## ゲーム内容
基本はステージクリア型の3Dアクションゲームで、ねこ兵士を12人まで引き連れ「エリア」と呼ばれるステージを制圧してゆく事でストーリーが進行するものである。一旦制圧したエリアには敵が出現しなくなり、落ちているアイテムやたいにゃんを安全に集められる。
ねこ兵士には個別に特攻・攻撃・防御・援護・撤退の指示が出せる。標準設定は「特攻」である。キャラクターには成長を表す「EXP（経験値）」と「LEVEL（レベル）」のほかに、どれだけ活躍したかを示す「LIVE（活躍度）」と「RANK（階級）」が設定されており、それに応じてグラフィックが変化する。ねこ兵士は「おらおら」「ばにら」「あはーん」の3種類の性格で行動パターンが、「rose」「newtype」「lily」の3種類の性別で能力や成長傾向が変化する。戦闘中に死亡したねこ兵士は基本的に復活させる事はできず（裏技でなら復活可能）、くまやうさぎを説得することで補充する。（ちなみに、説得しないでもくまねこましーんは利用可能。)
ムービーシーン（正式にはドラマシーンと呼ぶ）はリアルタイムムービーで、装備品や階級による衣装などが反映される。またプレイヤーが大事にしているねこ兵士を自動的に選び出して出演させるシステムを採用している（NPCオーディションシステム）。
消費アイテムには「捨てる」というコマンドが無いため、たとえ腐った「たいにゃん」等のペナルティアイテムであっても持ち物を減らすためには誰かに使わなければならない。
今作には挿入歌が存在する。
『ねこ軍のテーマ』 歌詞・歌：香寿美　作曲・編曲：大久保治信

## PC版
本作のスタッフがBio_100%時代に制作した、PC-9800シリーズ用の同名ゲームで、フリーソフトウェア。全ての操作をマウスで行なうタイプのアクションロールプレイングゲームである。主人公「ののりん・のめう」と最大36匹の隊員で構成された「ねこ軍」を率い「羊軍」と対決。160のヘックスで築かれた全体マップを攻略していくもので、戦闘についてはアクションゲームの趣。操作できるのは基本的に主人公のみであり、隊員たちは自由勝手に戦闘を行なう。プレイヤーは回復アイテムの使用などでこれを支援することができる。
ストーリーとしては、動物たちの住む「らいよん惑星」でねこと羊の争いが続いていたが、ついにねこは「ねこ城」に追い詰められ、戦いの帰趨は絶望的となっていた、とその所に宇宙からやってきた主人公がねこの救世主となり…と言ったものである。
仲間については道行く「くま」や「うさぎ」を説得して猫に変化させるというもの。各個に名前、レベル、体力、攻撃力などのステータスを持つ。また、妖精である「たいにゃん」を捕まえると、色々と便利なアイテムとなる。文献によれば「ご馳走」とのことである。

### スタッフ
プログラム羊男
シナリオ!j°U、羊男
グラフィック!j°U、羊男

## 関連作品
- KG 戦国TURぶはあ―戦国TURBファンブック - ファンブック
- 戦国TURB Fanfan I※me Dunce-doublentendre - ファンディスク。16種類のミニゲームが入っている。